# U-91 (1941)
| U-91 | U-91 | U-91 |
| --- | --- | --- |
| | | |
| | | |
| Схематичне зображення підводних човнів типу VIIC                                                            | | |
| Верф | Flender Werke, Любек | Flender Werke, Любек |
| Під прапором                                                                                                | Третій Рейх | Третій Рейх |
| Спуск на воду                                                                                               | 30 листопада 1941 року | 30 листопада 1941 року |
| Виведений зі складу флоту                                                                                   | 28 січня 1942 року | 28 січня 1942 року |
| Сучасний статус                                                                                             | 26 лютого 1944 року потоплений західніше Ірландії глибинними бомбами британських фрегатів типу «Кептен»: «Аффлек», «Гор» і «Гулд»    | 26 лютого 1944 року потоплений західніше Ірландії глибинними бомбами британських фрегатів типу «Кептен»: «Аффлек», «Гор» і «Гулд»    |
| Бойовий досвід                                                                                              | Друга світова війна Битва за Атлантику                                                                                               | Друга світова війна Битва за Атлантику                                                                                               |
| Проєкт | | |
| Тип ПЧ | середній торпедний ДПЧ | середній торпедний ДПЧ |
| Вартість | 4 714 000 ℛℳ | 4 714 000 ℛℳ |
| Основні характеристики                                                                                      | | |
| Швидкість (надводна)                                                                                        | 17,7 вузла (32,8 км/год) | 17,7 вузла (32,8 км/год) |
| Швидкість (підводна)                                                                                        | 7,6 вузла (14,1 км/год) | 7,6 вузла (14,1 км/год) |
| Робоча глибина занурення                                                                                    | 230 м | 230 м |
| Гранична глибина занурення                                                                                  | 250—295 м | 250—295 м |
| Дальність плавання                                                                                          | 80 миль (150 км) на швидкості 4 вузли (в підводному положенні) 8500 миль (15 700 км) на швидкості 10 вузлів (у надводному положенні) | 80 миль (150 км) на швидкості 4 вузли (в підводному положенні) 8500 миль (15 700 км) на швидкості 10 вузлів (у надводному положенні) |
| Екіпаж | 44—52 особи | 44—52 особи |
| Розміри | | |
| Довжина найбільша (по КВЛ)                                                                                  | 67,1 м | 67,1 м |
| Ширина корпусу найб.                                                                                        | 6,2 м | 6,2 м |
| Висота | 9,6 м | 9,6 м |
| Середня осадка (по КВЛ)                                                                                     | 4,74 м | 4,74 м |
| Водотоннажність надводна                                                                                    | 769 т | 769 т |
| Силова установка                                                                                            | | |
| дизель-електрична; 2 дизельних двигуни MAN M 6 V 40/46, 2 електродвигуни Siemens-Schuckertwerke GU 343/38-8 | | |
| Гвинти | 2 | 2 |
| Потужність                                                                                                  | 2 × 2100—2310 к.с. (дизелі) 2 × 750 к.с. (електродвигуни)                                                                            | 2 × 2100—2310 к.с. (дизелі) 2 × 750 к.с. (електродвигуни)                                                                            |
| Озброєння                                                                                                   | | |
| Артилерія                                                                                                   | 1 × 88-мм палубна гармата SK C/35 | 1 × 88-мм палубна гармата SK C/35 |
| Торпедно- мінне озброєння                                                                                   | 4 носових і один кормовий ТА 14 торпед та 26 мін TMA                                                                                 | 4 носових і один кормовий ТА 14 торпед та 26 мін TMA                                                                                 |
| ППО | 1 × 37-мм зенітна гармата Flak M42 2 × 20-мм зенітні гармати FlaK 30                                                                 | 1 × 37-мм зенітна гармата Flak M42 2 × 20-мм зенітні гармати FlaK 30                                                                 |

U-91 — німецький підводний човен типу VIIC, що входив до складу Військово-морських сил Третього Рейху за часів Другої світової війни. Закладений 12 листопада 1940 року на верфі Flender Werke у Любеку. Спущений на воду 30 листопада 1941 року, а 28 січня 1942 року корабель увійшов до складу ВМС нацистської Німеччини.

## Історія служби
U-75 належав до німецьких підводних човнів типу VII C, найчисленнішого типу субмарин Третього Рейху, яких випущено 703 одиниці. З серпня 1942 до лютого 1944 року підводний човен здійснив шість бойових походів в Атлантичний океан, під час якого потопив 5 суден та кораблів противника, зокрема канадський есмінець «Оттава», сумарною водотоннажністю 27 569 брутто-реєстрових тонн.

## Командири
- Капітан-лейтенант Гайнц Валькерлінг (28 січня 1942 — 19 квітня 1943)
- Капітан-лейтенант Гайнц Гунгерсгаузен (20 квітня 1943 — 26 лютого 1944)

## Перелік уражених U-91 суден у бойових походах
| №                                                     | Дата            | Назва            | Тип                   | Належність                    | Водотоннажність (брт) | Вантаж                                                                                     | Конвой        | Результат та координати                                                | Наслідки атаки для екіпажу       | Прим. |
| ----------------------------------------------------- | --------------- | ---------------- | --------------------- | ----------------------------- | --------------------- | ------------------------------------------------------------------------------------------ | ------------- | ---------------------------------------------------------------------- | -------------------------------- | --- |
| Перший похід (15.08—6.10.1942, 53 доби; Кіль—Брест)   |                 |                  |                       |                               |                       |                                                                                            |               |                                                                        |                                  | |
| 1                                                     | 14 вересня 1942 | «Оттава»         | ескадрений міноносець | Військово-морські сили Канади | 1375                  |                                                                                            | Конвой ON 127 | потоплений 47°55′ пн. ш. 43°27′ зх. д. / 47.917° пн. ш. 43.450° зх. д. | 201 (132 загиблих та 69 вціліло) | |
| 2                                                     | 26 вересня 1942 | New York         | пасажирське судно     | Велика Британія               | 4989                  | баласт                                                                                     | Конвой RB 1   | потоплено 54°34′ пн. ш. 25°44′ зх. д. / 54.567° пн. ш. 25.733° зх. д.  | 68 (38 загинули та 30 вціліли)   | О 23:57 25 вересня 1942, U-96 Ганса-Юргена Гелльрігеля випустив дві торпеди G7e по конвою RB 1 і уразив New York, який був пошкоджений. О 01:22 U-91 випустив три торпеди G7e і о 01:35 ще одну G7a, яка остаточно затопила судно |
| Третій похід (11.02—29.03.1943, 47 діб; Брест—Лор'ян) |                 |                  |                       |                               |                       |                                                                                            |               |                                                                        |                                  | |
| 3                                                     | 17 березня 1943 | Harry Luckenbach | суховантажне судно    | США                           | 6366                  | 8381 тонна генерального вантажу                                                            | Конвой HX 229 | потоплено 50°38′ пн. ш. 34°46′ зх. д. / 50.633° пн. ш. 34.767° зх. д.  | 80 (усі загинули)                | |
| 4                                                     | 17 березня 1943 | Irénée Du Pont   | суховантажне судно    | США                           | 6125                  | 5800 тонн генерального вантажу, 3200 тонн оливи та 11 середніх бомбардувальників на палубі | Конвой HX 229 | потоплено 50°38′ пн. ш. 34°46′ зх. д. / 50.633° пн. ш. 34.767° зх. д.  | 84 (14 загинули та 70 вціліли)   | |
| 5                                                     | 17 березня 1943 | Nariva           | суховантажне судно    | Велика Британія               | 8714                  | 5600 тонн заморожених продуктів                                                            | Конвой HX 229 | потоплено 50°34′ пн. ш. 35°02′ зх. д. / 50.567° пн. ш. 35.033° зх. д.  | 94 (0 загинули та усі вціліли)   | |